# غشائية ترابية
غشائية ترابية (بالإنجليزية: Hymenobacter terrae)‏ هي نوع من البكتيريا، تتبع الغشائية.